# Unarre
|  | Aquest article tracta sobre el poble d'aquest nom. Si cerqueu l'antic municipi, vegeu «Unarre (antic municipi)». |

Unarre és un poble del terme municipal de la Guingueta d'Àneu, a la comarca del Pallars Sobirà, ubicat a la vall d'Unarre
Fou cap del municipi independent d'Unarre fins que el 1971 va ser fusionat amb Escaló i Jou en el nou municipi. El 1847 el municipi inicial d'Unarre fou ampliat amb l'afegitó dels ajuntaments, tots ells creats el 1812, de Burgo, Cerbi, Escalarre, Gavàs i Llavorre. Comprenia, a més, el poble d'Aurós.
Unarre té un aspecte molt característic; encimbellat en la confluència de diversos cursos d'aigua de muntanya, té tota l'aparença d'un poble que no ha canviat en els dos-cents darrers anys. El Pic de Ventolau és el cim més emblemàtic del poble.

## Etimologia
Segons Joan Coromines, Unarre és un dels molts topònims pirinencs d'origen basc. Està format per dos ètims: ur (aigua, riu...) i arre (gris, tèrbol). D'aquest primitiu Urarre es passa a Unarre per dissimilació. Riu d'aigua tèrbola podria ser la interpretació del nom d'aquest poble.

## Geografia
És a 1.219,4 metres d'altitud, en el vessant nord de la Vall d'Àneu al terç baix de la vall del Riu d'Unarre, de la qual, de fet, constitueix el centre. Al seu nord hi ha el poble de Cerbi i al nord-est, els d'Aurós i Gavàs, i al sud, els d'Escalarre i de Burgo; més allunyat al sud-est hi ha el de Llavorre. És al vessant oriental del Faro i en el sud-oriental del Pic d'Escobedo.
El poble d'Unarre és a la zona central-baixa del seu antic terme, a la vall del Riu d'Unarre. És a la dreta d'aquest riu, just en el lloc on hi aiguavessa el Barranc de la Fenera, que prové del nord-oest. Aquest barranc passa pel mig del poble just abans d'abocar-se en el riu. És en el vessant oriental del Faro, al fons de la vall.

### El poble d'Unarre

#### Arquitectura
El poble disposa d'uns edificis d'ús comunitari, alguns en bon estat de conservació.
L'església parroquial de Sant Julià, situada dalt d'una penya que domina el poble. Tot i ser formalment parroquial, no té actualment rector propi, i és regida des de la parròquia de Sant Vicenç d'Esterri d'Àneu.
El comunidor d'Unarre, situat al costat de l'església de Sant Julià. Es un tipus d'edificació que es troba a diversos pobles del Pallars, i tenen unes característiques comuns. La d'Unarre és una petita construcció de planta quadrada i amb una teulada piramidal recoberta de lloses de pissarra. Està estructurada en dos nivells i oberta als quatre vents. Des del comunidor es conjuraven les tempestes i el mal temps, amb oracions o exorcismes. És un edifici declarat Bé Cultural d'Interès Local.
També destaca el Castell de Puigllorenç, situat a la rodalia.

#### Les cases del poble[3]
| - Casa Agneta - Casa Aiguanot - Casa Aurós - Casa Capverd - Casa Carrera - Casa Carreta - Casa Julià | - Casa Cervós - Casa Elvira - Casa Esteve - Casa Felip - Casa Foixenc - Casa Graciona - Casa Joquet | - Casa Isús - Casa Jardó - Casa Jaume - Casa Joan - Casa Joan d'Aurós - Casa Joanet - Casa Joli | - Casa Picolo - La Rectoria - Casa Teixidor - Casa Tonya - Casa Tuixén - Casa Turet - Casa Montoliu |  |

## Història

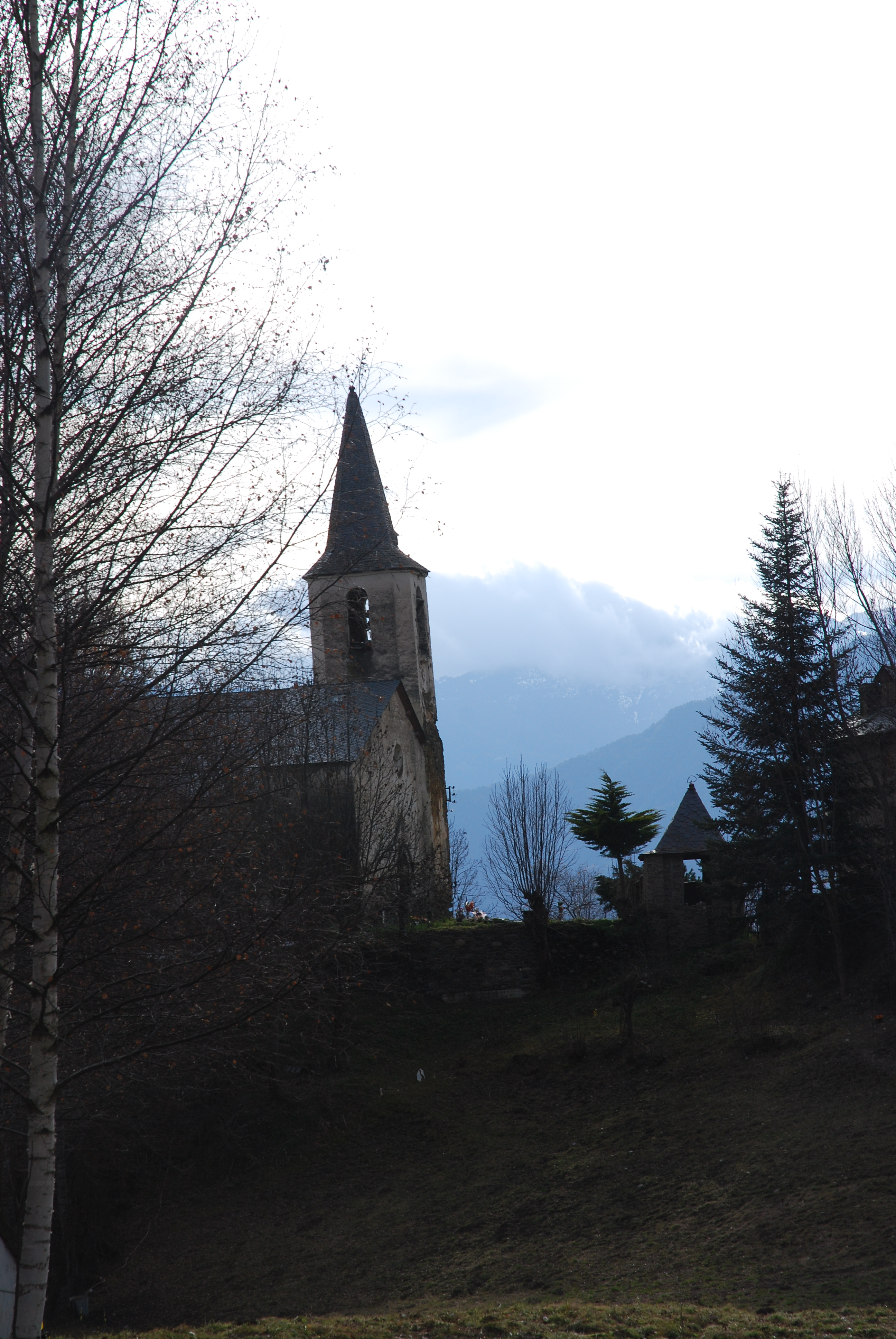
L'església de Sant Julià

### Edat moderna
En el fogatge del 1553, Unarre declara 6 focs laics i 1 d'eclesiàstics (uns 35 habitants).

### Edat contemporània
Pascual Madoz dedica un article del seu Diccionario geográfico... a Unarre. Hi diu que és una localitat amb ajuntament al qual estan units Cerbi, Gavàs, Aurós, Burgo, Escalarre i Llavorre. Està situada en una petita vall, envoltada de muntanyes molt altes. El clima és fred i rep els vents del nord i del sud, i s'hi pateixen pulmonies i reumes. Tenia en aquell moment 13 cases i l'església parroquial de Sant Julià, servida per un rector i dos beneficiats. Hi ha l'ermita de Sant Joan d'Aurós, damunt d'un turonet. Té una bona pedrera de pissarra de la qual s'assorteixen els pobles dels voltants. Hi havia diverses fonts. Les terres són fluixes, pedregoses i molt muntanyoses, però despoblades. S'hi collia blat, sègol, ordi, fenc i patates. S'hi criava tota mena de bestiar, especialment vacum, i hi havia caça de llebres i perdius, i pesca de truites. Comptava amb 5 veïns (caps de casa) i 96 ànimes (habitants).